# 豚水疱疹
豚水疱疹（英: vesicular exanthema of swine）とは、豚水疱疹ウイルス感染を原因とする感染症。日本では家畜伝染病予防法において届出伝染病に指定されており、対象動物は豚、イノシシ。
豚水疱疹ウイルスはカリシウイルス科ベシウイルス属に属するRNAウイルスであり、サンミゲルアシカウイルスに類似する。豚水疱疹は1950年代の発生以降報告されていないことから豚水疱疹ウイルスは現在は存在しないとされることがある。汚染飼料や感染動物との接触により感染が成立する。症状は40℃を超える発熱、吻鼻、口唇、口蓋、口腔粘膜、舌、蹄冠部やそれらの周辺部での水疱形成であり、水胞は1日程度で破裂し、二次感染を起こした場合はびらんや潰瘍が形成される。口蹄疫、豚水胞病、水胞性口炎との類症鑑別が必要。ワクチンは存在せず、有効な治療法は存在しない。